# Aida Turturro
Aida Turturro (Brooklyn, New York, 1962. szeptember 25. –) amerikai színésznő.
Legismertebb szerepe Janice Soprano az HBO Maffiózók című sorozatában.

## Fiatalkora
New York Brooklyn városrészében született a szicíliai származású Dorothy és az olasz-amerikai Domenick Turturro lányaként. Anyja háztartásbeli, apja festőművész. John Turturro és Nicholas Turturro színészek unokatestvére.
Színészi tanulmányait 1984-ben fejezte be a State University of New York New Paltz-i részlegén. John Turturro, Nicholas Turturro és Natalie Turturro színészek unokatestvére.

## Pályafutása
Első filmszerepét 1989-ben a Boldogító nem című alkotásban kapta, majd olyan filmekben szerepelt, mint az 'Isten nem ver Bobbal (1991), az Imádlak, Mr. Manhattan! (1992), a Pénzvonat (1995), a Pokoli lecke (1996) vagy a Háborgó mélység (1999). Unokatestvére, John Turturro 2005-ös Románc és cigaretta című filmjében is látható volt.
Az Angie (1994), a Letaszítva (1998) és Románc és cigaretta című filmekben együtt játszott James Gandolfinivel, aki az 1999-ben induló Maffiózók című drámasorozatban Tony Soprano maffiavezért, Turturro sorozatbeli bátyját alakította. A színésznő 2000 és 2007 között 49 Maffiózók-epizódban szerepelt Janice Sopranóként.
Más televíziós műsorokban is felbukkant: A médium, a Félig üres, az Esküdt ellenségek, a Zsaruvér, a Mercy angyalai, a Vészhelyzet és az Ügyvédek epizódjaiban is kisebb-nagyobb szerepeket játszott. 2012-ben a Jackie nővér egyik epizódjában a korábbi Maffiózók-beli kolléganője, Edie Falco oldalán volt látható, a címszereplő ügyvédnőjét alakítva. A 2010-es évektől az Esküdt ellenségek: Különleges ügyosztály és a Feketelista sorozatok visszatérő szereplője.
1992-ben a Broadway-en is fellépett A vágy villamosa című darabban. 1996-ban a Chicago című musicalben szerepelt.

## Magánélete
Turturro rheumatoid arthritis betegségben szenved, ezért egy kampány keretében a betegség diagnosztizálása és kezelésére hívta fel a figyelmet.

## Filmográfia

### Film
| Év   | Magyar cím                                          | Eredeti cím                                  | Szerep                | Magyar hang    |
| ---- | --------------------------------------------------- | -------------------------------------------- | --------------------- | -------------- |
| 1989 | Boldogító nem                                       | True Love                                    | Grace                 | Kocsis Mariann |
| 1991 | Isten nem ver Bobbal                                | What About Bob?                              | prostituált           |                |
| 1992 |                                                     | Mac                                          | Feleség               |                |
| 1992 | Imádlak, Mr. Manhattan!                             | Jersey Girl                                  | Angie                 | Kocsis Mariann |
| 1993 | A gyereknepper                                      | Life with Mikey                              | Moran rendőr          |                |
| 1993 | Rejtélyes manhattani haláleset                      | Manhattan Murder Mystery                     | szállodai takarítónő  |                |
| 1993 |                                                     | The Dutch Master (rövidfilm)                 | Kim                   |                |
| 1993 | A Sikátor Szentje                                   | The Saint of Fort Washington                 | közalkalmazott        |                |
| 1994 | Angie                                               | Angie                                        | Tina                  | Kocsis Mariann |
| 1994 | Félszemű Jimmy nyomában – Szociális katasztrófafilm | The Search for One-eye Jimmy                 | Madame Esther         |                |
| 1994 | Junior                                              | Junior                                       | Louise                | Kocsis Mariann |
| 1995 | Tartsd a vonalat                                    | Denise Calls Up                              | Linda                 | Nagy Rita      |
| 1995 |                                                     | Stonewall                                    | pincérnő              |                |
| 1995 | Pénzvonat                                           | Money Train                                  | nő a peronon          | Simon Eszter   |
| 1996 | Pokoli lecke                                        | Sleepers                                     | Mrs. Salinas          | Kocsis Mariann |
| 1996 |                                                     | Tales of Erotica (The Dutch Master-szegmens) | Kim                   |                |
| 1997 |                                                     | Made Men                                     | Angie                 |                |
| 1997 |                                                     | Fool's Paradise                              | Susan                 |                |
| 1998 | Letaszítva                                          | Fallen                                       | Tiffany               | Kiss Erika     |
| 1998 |                                                     | Too Tired to Die                             | jövendőmondó          |                |
| 1998 |                                                     | O.K. Garage                                  | Mary a bárpultos      |                |
| 1998 | Woo                                                 | Woo                                          | Tookie                |                |
| 1998 |                                                     | Illuminata                                   | Marta                 |                |
| 1998 | Fiatal és kegyetlen                                 | Jaded                                        | Helen Norwich         |                |
| 1998 |                                                     | Crossfire                                    | Miss Pasquantonio     |                |
| 1998 | Sztárral szemben                                    | Celebrity                                    | Olga, a látnok        | Makay Andrea   |
| 1999 |                                                     | The 24 Hour Woman                            | Brenda                |                |
| 1999 |                                                     | 24 Nights                                    | Marie                 |                |
| 1999 | Háborgó mélység                                     | Deep Blue Sea                                | Brenda Kerns          | Kocsis Mariann |
| 1999 | A Keresztapus                                       | Mickey Blue Eyes                             | olasz pincérnő        | Kocsis Mariann |
| 1999 |                                                     | Freak Weather                                | Glory                 |                |
| 1999 | Holtak útja                                         | Bringing Out the Dead                        | Crupp nővér           | Némedi Mari    |
| 1999 | Ilyen a boksz                                       | Play It to the Bone                          | bolond görög pincérnő |                |
| 2000 | Joe Gould titka                                     | Joe Gould's Secret                           | pincérnő              |                |
| 2001 | Krokodil Dundee Los Angelesben                      | Crocodile Dundee in Los Angeles              | Jean Ferraro          |                |
| 2001 |                                                     | Sidewalks of New York                        | Shari                 |                |
| 2001 |                                                     | Home Sweet Hoboken                           | ismeretlen szerep     |                |
| 2004 | Állásvadászok                                       | 2BPerfectlyHonest                            | Emily / Gina          |                |
| 2005 |                                                     | Survival of the Fittest (rövidfilm)          | Dellasandro ügyész    |                |
| 2005 | Románc és cigaretta                                 | Romance & Cigarettes                         | Rózsabimbó            | Kiss Erika     |
| 2010 |                                                     | A Little Help                                | Nancy Feldman         |                |
| 2011 |                                                     | Mozzarella Stories                           | Autilia               |                |
| 2013 | Bérgavallér                                         | Fading Gigolo                                | ideges sofőr felesége |                |
| 2014 | Foszd ki a maffiát!                                 | Rob the Mob                                  | Anna                  |                |
| 2017 |                                                     | Making a Killing                             | Connie                |                |
| 2018 | Felejthetetlen utazás                               | Head Full of Honey                           | Margaret              |                |
| 2022 | Hívd Jane-t                                         | Call Jane                                    | Mike nővér            |                |

### Televízió
| Év        | Magyar cím                               | Eredeti cím                         | Szerep                        | Megjegyzés             |
| --------- | ---------------------------------------- | ----------------------------------- | ----------------------------- | ---------------------- |
| 1990–1996 | Esküdt ellenségek                        | Law & Order                         | Carmen / Pincérnő / Recepciós | 3 epizód               |
| 1993      |                                          | Tribeca                             | manikűrös                     | 1 epizód               |
| 1995      |                                          | The Wright Verdicts                 | Lydia                         | 7 epizód               |
| 1995      |                                          | New York News                       | Gina                          | 1 epizód               |
| 1996      | Mr. és Mrs. Smith                        | Mr. és Mrs. Smith                   | Rox                           | 2 epizód               |
| 1997      | Ügyvédek                                 | The Practice                        | reklámproducer                | 1 epizód               |
| 2000–2007 | Maffiózók                                | The Sopranos                        | Janice Soprano                | főszereplő (49 epizód) |
| 2004      |                                          | Wild Card                           | Maddy                         | 1 epizód               |
| 2008      | Vészhelyzet                              | ER                                  | Sheryl Hawkins                | 3 epizód               |
| 2009      | A médium                                 | Medium                              | Bobbi Catalano                | 1 epizód               |
| 2010      | Mercy angyalai                           | Mercy                               | Evelyn                        | 1 epizód               |
| 2011      | Félig üres                               | Curb Your Enthusiasm                | Gabby                         | 1 epizód               |
| 2012      | Jackie nővér                             | Nurse Jackie                        | Laura Vargas                  | 1 epizód               |
| 2013      | Zsaruvér                                 | Blue Bloods                         | Miss Dominga                  | 1 epizód               |
| 2013–2023 | Esküdt ellenségek: Különleges ügyosztály | Law and Order: Special Victims Unit | Felicia Catano bírónő         | 15 epizód              |
| 2016      | Felejthetetlen                           | Unforgettable                       | Carrie látnoka                | 1 epizód               |
| 2016      | Brooklyn 99 – Nemszázas körzet           | Brooklyn Nine-Nine                  | Maura Figgis                  | 2 epizód               |
| 2016      | Aznap éjjel                              | The Night Of                        | rehabilitációs dolgozó        | minisorozat (1 epizód) |
| 2017      | A Grace klinika                          | Grey's Anatomy                      | Lynne Gagliano                | 1 epizód               |
| 2017      | Gyilkos elmék: Túl minden határon        | Criminal Minds: Beyond Borders      | Carmela Tafani                | 1 epizód               |
| 2017–     | Feketelista                              | The Blacklist                       | Heddie Hawkins                | visszatérő szereplő    |
| 2020      |                                          | Power Book II: Ghost                | Janine Galanti bírónő         | 1 epizód               |
| 2021      | Hétköznapi vámpírok – A sorozat          | What We Do in the Shadows           | Gail                          | 1 epizód               |

## Díjai és elismerései
Munkássága során egy díjat és több jelölést is kapott Maffiózók-beli alakításáért.
| Év   | Díj                     | Kategória                                 | Jelölt mű | Eredmény |
| ---- | ----------------------- | ----------------------------------------- | --------- | -------- |
| 2000 | Screen Actors Guild-díj | Legjobb szereplőgárda (drámasorozat)      | Maffiózók | Jelölve  |
| 2001 | Primetime Emmy-díj      | Legjobb női mellékszereplő (drámasorozat) | Maffiózók | Jelölve  |
| 2001 | Screen Actors Guild-díj | Legjobb szereplőgárda (drámasorozat)      | Maffiózók | Jelölve  |
| 2002 | Screen Actors Guild-díj | Legjobb szereplőgárda (drámasorozat)      | Maffiózók | Jelölve  |
| 2004 | Screen Actors Guild-díj | Legjobb szereplőgárda (drámasorozat)      | Maffiózók | Jelölve  |
| 2006 | Screen Actors Guild-díj | Legjobb szereplőgárda (drámasorozat)      | Maffiózók | Jelölve  |
| 2007 | Screen Actors Guild-díj | Legjobb szereplőgárda (drámasorozat)      | Maffiózók | Elnyerte |
| 2007 | Primetime Emmy-díj      | Legjobb női mellékszereplő (drámasorozat) | Maffiózók | Jelölve  |